# Marco Hidalgo
Marco Vinicio Hidalgo Vásquez (ur. 13 grudnia 1959 w San José, zm. 3 lipca 1999 tamże) – kostarykański strzelec, olimpijczyk. 
Brał udział w igrzyskach olimpijskich w 1980 (Moskwa). Wystąpił w konkurencji pistoletu szybkostrzelnego z odl. 25 m, w której uplasował się na 31. miejscu ex aequo z Ragnarem Skanåkerem. 
Hidalgo jest prawdopodobnie najmłodszym strzelcem z Kostaryki, który wystąpił na igrzyskach olimpijskich (w chwili startu miał ukończone 20 lat i 225 dni).
W 1977 roku zdobył brązowy medal mistrzostw Ameryki w kat. juniorów. Zdobył go w tej samej konkurencji, w której reprezentował Kostarykę na igrzyskach w Moskwie (zakończył zawody z wynikiem 547 punktów).

## Wyniki olimpijskie
| Igrzyska | Konkurencja                   | Wynik                 | Miejsce     | Źródło |
| -------- | ----------------------------- | --------------------- | ----------- | ------ |
| IO 1980  | Pistolet szybkostrzelny, 25 m | 579 punktów (289-290) | 31T (na 40) | [ 3 ]  |